# Discografia di Justin Bieber
Questa pagina contiene la discografia di Justin Bieber, cantante pop canadese. Questa comprende sei album di inediti, due EP e diciotto singoli (di cui quattro venduti tramite download digitale).
Nel 2008, all'età di tredici anni, Bieber viene scoperto grazie al suo canale di YouTube. Firma subito un contratto con la Raymond Braun Media Group (RBMG), una joint venture tra Raymond Braun e Usher. Il suo singolo di debutto, One Time, viene prodotto da Christopher Stewart e The-Dream e raggiunge la Top 20 delle maggiori classifiche musicali. My World, il suo album di debutto (un Extended Play), viene pubblicato il 17 novembre 2009. Debutta nelle classifiche mondiali raggiungendo la Top 5 negli Stati Uniti, Gran Bretagna e Canada, dove si posiziona al primo posto. Qualche mese dopo, il 23 marzo 2010, viene pubblicato il suo primo e vero disco d'esordio: My World 2.0. Debutta nella Top Ten degli Stati Uniti d'America e di altri nove paesi. L'album è stato anticipato dal singolo Baby, una collaborazione col rapper Ludacris. Il singolo raggiunge la Top Ten nelle classifiche mondiali. Il secondo singolo, Somebody to Love, raggiunge la Top Ten in Canada. Viene poi pubblicata una versione remixata della canzone insieme ad Usher, suo mentore. Nel 2011 esce l'album di remix, Never Say Never - The Remixes. Il suo terzo album di inediti, Believe, viene anticipato dall'album natalizio Under the Mistletoe, pubblicato il 1º novembre. Il suo terzo album in studio, Believe, esce il 19 giugno 2012. Il primo singolo "Boyfriend" viene pubblicato nel marzo 2012 e raggiunge la Top 10 delle classifiche internazionali. Prima dell'uscita dell'album, vengono pubblicati tre singoli promozionali: Die in Your Arms, All Around the World e As Long As You Love Me. Dal 7 ottobre, fino al 9 dicembre 2013, pubblica ogni lunedì (chiamati #MUSICMONDAYS, appunto), un singolo promozionale per il suo prossimo album che uscirà nella prima metà del 2014. I singoli sono intitolati Heartbreaker, All That Matters, Hold Tight, Recovery, Bad Day, All Bad, PYD (feat. R. Kelly), Roller Coaster, Change Me e Confident (feat. Chance The Rapper). Terminati i 10 lunedì, Justin annuncia una raccolta chiamata Journals, una raccolta dei 10 singoli promozionali, 6 tracce inedite con artisti come Big Sean, Lil Wayne e Future, il video musicale di All That Matters, il trailer di Believe e un filmato di Justin in Guatemala per Pencils of Promise, il tutto previsto per il 23 dicembre dello stesso anno. Le tracce inedite di Journals sono: One Life, Backpack, What's Hatnin', Swap It Out, Memphis e Flatline (uscita gratuitamente sull'App Store americano). Il 13 novembre 2015 è stato pubblicato il quarto album, Purpose, anticipato dal singolo What Do You Mean?.

## Album

### Album in studio
| Anno | Dettagli                                                                                                   | Posizioni massime in classifica | Posizioni massime in classifica | Posizioni massime in classifica | Posizioni massime in classifica | Posizioni massime in classifica | Posizioni massime in classifica | Posizioni massime in classifica | Posizioni massime in classifica | Posizioni massime in classifica | Posizioni massime in classifica | Certificazioni |
| Anno | Dettagli                                                                                                   | CAN                             | AUS                             | FRA                             | GER                             | IRL                             | ITA                             | NZL                             | SWI                             | UK                              | USA                             | Certificazioni |
| ---- | --- | ------------------------------- | ------------------------------- | ------------------------------- | ------------------------------- | ------------------------------- | ------------------------------- | ------------------------------- | ------------------------------- | ------------------------------- | ------------------------------- | --- |
| 2010 | My World 2.0 - Pubblicazione: 23 marzo 2010 - Etichetta: Island - Formati: CD, download digitale           | 1                               | 1                               | 4                               | 7                               | 4                               | 13                              | 1                               | 9                               | 3                               | 1                               | - CAN: Platino (3) - AUS: Platino (3) - NZL: Platino (2) - UK: Argento - USA: Platino (4)                                              |
| 2011 | Under the Mistletoe - Pubblicazione: 1º novembre 2011 - Etichetta: Island - Formati: CD, download digitale | 1                               | 6                               | 14                              | 21                              | 5                               | 6                               | 7                               | 25                              | 12                              | 1                               | - CAN: Platino (4) - AUS: Platino - NZL: Platino - UK: Oro - USA: Platino (2)                                                          |
| 2012 | Believe - Pubblicazione: 19 giugno 2012 - Etichetta: Island - Formati: CD, download digitale               | 1                               | 1                               | 3                               | 3                               | 1                               | 1                               | 1                               | 3                               | 1                               | 1                               | - CAN: Platino (2) - AUS: Platino (2) - DNK: Platino (3) - GER: Oro - NZL: Platino (2) - UK: Oro - USA: Platino (3)                    |
| 2015 | Purpose - Pubblicazione: 13 novembre 2015 - Etichetta: Def Jam Records - Formati: CD, download digitale    | 1                               | 3                               | 3                               | 3                               | 1                               | 1                               | 1                               | 1                               | 2                               | 1                               | - CAN: Platino (9) - AUS: Platino (5) - DNK: Platino (10) - GER: Platino (3) - NZL: Platino (9) - UK: Platino (5) - USA: Platino (6)   |
| 2020 | Changes - Pubblicazione: 14 febbraio 2020 - Etichetta: Def Jam Records - Formati: CD, download digitale    | 1                               | 2                               | 9                               | 1                               | 2                               | 7                               | 1                               | 1                               | 1                               | 1                               | - CAN: Oro - DNK: Platino - FRA: Oro - NZL: Platino (2) - UK: Oro - USA: Platino                                                       |
| 2021 | Justice - Pubblicazione: 19 marzo 2021 - Etichetta: Def Jam Records - Formati: CD, download digitale       | 1                               | 1                               | 4                               | 1                               | 1                               | 8                               | 4                               | 2                               | 1                               | 1                               | - CAN: Platino (3) - AUS: Platino (2) - DNK: Platino (4) - FRA: Platino - GER: Oro - NZL: Platino (3) - UK: Platino - USA: Platino (2) |
| 2025 | Swag - Pubblicazione: 11 luglio 2025 - Etichetta: Def Jam Records - Formati: CD, download digitale         | 1                               | 2                               | 10                              | 6                               | 2                               | 14                              | 2                               | 1                               | 4                               | 2                               | |

### Raccolte
| Anno | Dettagli | Posizioni massime in classifica | Posizioni massime in classifica | Posizioni massime in classifica | Posizioni massime in classifica | Posizioni massime in classifica | Posizioni massime in classifica | Posizioni massime in classifica | Posizioni massime in classifica | Certificazioni            |
| Anno | Dettagli | CAN                             | FRA                             | IRL                             | ITA                             | NL                              | SWI                             | UK                              | US                              | Certificazioni            |
| ---- | --- | ------------------------------- | ------------------------------- | ------------------------------- | ------------------------------- | ------------------------------- | ------------------------------- | ------------------------------- | ------------------------------- | ------------------------- |
| 2010 | My Worlds: The Collection - Pubblicato: 23 novembre 2010 - Etichetta: Island - Formati: CD, download digitale | —                               | —                               | —                               | 35                              | —                               | —                               | —                               | 7                               | - DNK: Platino - ITA: Oro |
| 2013 | Journals - Pubblicato: 23 dicembre 2013 - Etichetta: Island - Formati: download digitale                      | —                               | 174                             | 64                              | 38                              | —                               | —                               | 46                              | —                               | - DNK: Oro                |

### Album remix/acoustic
| Anno                                                              | Dettagli | Posizioni massime in classifica | Posizioni massime in classifica | Posizioni massime in classifica | Posizioni massime in classifica | Posizioni massime in classifica | Posizioni massime in classifica | Posizioni massime in classifica | Posizioni massime in classifica | Posizioni massime in classifica | Posizioni massime in classifica | Certificazioni                                 |
| Anno                                                              | Dettagli | CAN                             | AUS                             | DNK                             | FRA                             | GER                             | IRL                             | NZl                             | SWI                             | UK                              | USA                             | Certificazioni                                 |
| ----------------------------------------------------------------- | --- | ------------------------------- | ------------------------------- | ------------------------------- | ------------------------------- | ------------------------------- | ------------------------------- | ------------------------------- | ------------------------------- | ------------------------------- | ------------------------------- | ---------------------------------------------- |
| 2010                                                              | My Worlds Acoustic - Pubblicato: 26 novembre 2010 - Etichetta: Island - Formati: CD, Download digitale           | 5                               | —                               | —                               | —                               | —                               | —                               | —                               | —                               | —                               | 7                               | - CAN: Platino - USA: Oro                      |
| 2011                                                              | Never Say Never: The Remixes - Pubblicato: 14 febbraio 2011 - Etichetta: Island - Formati: CD, Download digitale | 5                               | 15                              | 25                              | 71                              | 72                              | 10                              | 14                              | 61                              | 17                              | 1                               | - CAN: Platino - DNK: Oro - USA: Platino       |
| 2013                                                              | Believe Acoustic - Pubblicato: 29 gennaio 2013 - Etichetta: Island - Formati: CD, Download digitale              | 1                               | 2                               | 3                               | 7                               | 36                              | 3                               | 2                               | 3                               | 5                               | 1                               | - CAN: Platino - GER: Oro - UK: Oro - USA: Oro |
| "—" indica che l'album non è entrato in classifica in quel Paese. | |                                 |                                 |                                 |                                 |                                 |                                 |                                 |                                 |                                 |                                 |                                                |

## Extended Play
| Anno                                                              | Dettagli                                                                                           | Posizioni | Posizioni | Posizioni | Posizioni | Posizioni | Posizioni | Posizioni | Posizioni | Posizioni | Posizioni | Certificazioni                                                                        |
| Anno                                                              | Dettagli                                                                                           | CAN       | AUS       | AUT       | FRA       | GER       | IRE       | NZL       | SWI       | UK        | USA       | Certificazioni                                                                        |
| ----------------------------------------------------------------- | -------------------------------------------------------------------------------------------------- | --------- | --------- | --------- | --------- | --------- | --------- | --------- | --------- | --------- | --------- | ------------------------------------------------------------------------------------- |
| 2009                                                              | My World - Pubblicato: 17 novembre 2009 - Etichetta: Island - Formati: CD, Download Digitale       | 1         | 1         | 2         | 4         | 18        | 11        | 1         | 39        | 3         | 5         | - CAN: Platino (2) - AUT: Platino - GER: Platino - UK: Platino (3) - USA: Platino (3) |
| 2021                                                              | Freedom - Pubblicato: 4 aprile 2021 - Etichetta: Universal - Formati: download digitale, streaming | —         | —         | —         | —         | —         | —         | —         | —         | —         | 172       |                                                                                       |
| "—" indica che l'album non è entrato in classifica in quel Paese. | |           |           |           |           |           |           |           |           |           |           |                                                                                       |

## Singoli

### Come artista principale
| Anno | Singolo                                 | Classifiche | Classifiche | Classifiche | Classifiche | Classifiche | Classifiche | Classifiche | Classifiche | Classifiche | Classifiche | Certificazioni | Album di provenienza              |
| Anno | Singolo                                 | CAN         | AUS         | AUT         | FRA         | GER         | IRL         | NZ          | SWI         | UK          | US          | Certificazioni | Album di provenienza              |
| ---- | --------------------------------------- | ----------- | ----------- | ----------- | ----------- | ----------- | ----------- | ----------- | ----------- | ----------- | ----------- | --- | --------------------------------- |
| 2009 | One Time                                | 12          | 23          | 30          | 13          | 14          | 31          | 6           | 66          | 11          | 17          | - USA: Platino (6) - AUS: Platino (3) - CAN: Platino - NZL: Platino - UK: Oro | My World                          |
| 2009 | One Less Lonely Girl                    | 10          | 68          | 54          | —           | 22          | —           | —           | —           | 62          | 16          | - USA: Platino (3) - AUS: Platino - CAN: Oro - NZL: Oro - UK: Argento | My World                          |
| 2010 | Baby (feat. Ludacris)                   | 3           | 3           | 27          | 1           | 22          | 7           | 4           | 27          | 3           | 4           | - USA: Platino (12) - AUS: Platino (8) - NZL: Platino (3) - CAN: Platino (2) - DEN: Platino (2) - UK: Platino (2) - ITA: Oro - JPN: Oro - SPA: Oro                                       | My World 2.0                      |
| 2010 | Eenie Meenie (con Sean Kingston)        | 14          | 11          | 64          | —           | 60          | 12          | 5           | 74          | 9           | 15          | - USA: Platino - AUS: Platino - UK: Platino - CAN: Oro | My World 2.0                      |
| 2010 | Somebody to Love (solo o feat. Usher)   | 10          | 20          | 43          | —           | 16          | 33          | 12          | —           | 33          | 15          | - USA: Platino (3) - NZL: Platino (2) - AUS: Platino - DEN: Oro - UK: Argento | My World 2.0                      |
| 2010 | U Smile                                 | 17          | 65          | —           | —           | —           | —           | —           | —           | 98          | 27          | - USA: Platino - AUS: Platino | My World 2.0                      |
| 2010 | Pray                                    | —           | 94          | 63          | —           | 51          | —           | —           | —           | 112         | 61          | - USA: Platino | My Worlds Acoustic                |
| 2011 | Never Say Never (feat. Jaden Smith)     | 11          | 17          | 36          | 93          | 51          | 22          | 20          | 38          | 34          | 8           | - USA: Platino (5) - AUS: Platino (3) - CAN: Platino - NZL: Platino - UK: Argento | Never Say Never: The Remixes      |
| 2011 | Mistletoe                               | 9           | 20          | 63          | 76          | 54          | 16          | 11          | 49          | 21          | 11          | - DEN: Platino (4) - USA: Platino (3) - AUS: Platino (3) - NZL: Platino (2) - UK: Platino (2) - CAN: Platino - ITA: Platino                                                              | Under the Mistletoe               |
| 2012 | Boyfriend                               | 1           | 5           | 19          | 7           | 9           | 9           | 2           | 19          | 2           | 2           | - USA: Platino (6) - AUS: Platino (5) - CAN: Platino (3) - NOR: Platino (2) - NZL: Platino (2) - UK: Platino - DEN: Oro - MEX: Oro - SWE: Oro                                            | Believe                           |
| 2012 | As Long as You Love Me (feat. Big Sean) | 9           | 8           | 63          | 48          | 38          | 28          | 6           | 55          | 22          | 6           | - USA: Platino (5) - AUS: Platino (5) - CAN: Platino (3) - DEN: Platino (2) - UK: Oro | Believe                           |
| 2012 | Beauty and a Beat (feat. Nicki Minaj)   | 4           | 9           | 42          | 28          | 53          | 20          | 6           | 46          | 16          | 5           | - AUS: Platino (7) - USA: Platino (4) - CAN: Platino (3) - NZL: Platino (3) - DEN: Platino - UK: Platino - GER: Oro                                                                      | Believe                           |
| 2013 | Right Here (feat. Drake)                | —           | —           | —           | —           | —           | —           | —           | —           | —           | 95          | - USA: Oro | Believe                           |
| 2013 | All Around the World (feat. Ludacris)   | 10          | 34          | 67          | 63          | 53          | 21          | 15          | —           | 30          | 22          | - USA: Platino - AUS: Platino - CAN: Platino - NZL: Oro | Believe                           |
| 2013 | Heartbreaker                            | 15          | 30          | 18          | 26          | 32          | 12          | 21          | —           | 14          | 13          | - USA: Oro - AUS: Oro | Journals                          |
| 2013 | All That Matters                        | 14          | 41          | —           | 40          | 46          | 14          | 37          | 17          | 20          | 24          | - USA: Platino - AUS: Platino - UK: Argento | Journals                          |
| 2013 | Wait for a Minute (con Tyga)            | 47          | 74          | 50          | 103         | 63          | 42          | —           | 43          | 41          | 68          | - USA: Oro | /                                 |
| 2013 | Confident (feat. Chance the Rapper)     | 29          | 53          | —           | 88          | 61          | —           | —           | —           | 33          | 41          | - BRZ: Diamante - NZL: Platino (2) - USA: Platino - AUS: Platino - DEN: Oro - UK: Oro | Journals                          |
| 2015 | Where Are Ü Now (con i Jack Ü)          | 5           | 3           | 29          | 24          | 33          | 9           | 3           | 28          | 3           | 8           | - USA: Platino (6) - AUS: Platino (6) - NZL: Platino (4) - CAN: Platino (2) - DEN: Platino (2) - UK: Platino (2) - FRA: Platino                                                          | Skrillex and Diplo Present Jack Ü |
| 2015 | What Do You Mean?                       | 1           | 1           | 1           | 3           | 4           | 1           | 1           | 2           | 1           | 1           | - AUS: Platino (15) - USA: Platino (9) - NZL: Platino (8) - CAN: Platino (7) - DEN: Platino (6) - UK: Platino (5) - GER: Platino                                                         | Purpose                           |
| 2015 | Sorry                                   | 1           | 2           | 2           | 4           | 4           | 3           | 2           | 1           | 2           | 1           | - AUS: Platino (13) - USA: Platino (11) - NZL: Platino (8) - CAN: Platino (7) - UK: Platino (5) - FRA: Diamante                                                                          | Purpose                           |
| 2015 | Love Yourself                           | 1           | 1           | 2           | 4           | 3           | 1           | 1           | 4           | 1           | 1           | - AUS: Platino (15) - USA: Platino (9) - NZL: Platino (8) - CAN: Platino (7) - DEN: Platino (6) - UK: Platino (5)                                                                        | Purpose                           |
| 2016 | Company                                 | 38          | 34          | —           | 181         | —           | 30          | 18          | —           | 25          | 53          | - USA: Platino (2) - AUS: Platino (2) - UK: Platino - SWE: Oro | Purpose                           |
| 2017 | Friends (con BloodPop)                  | 4           | 2           | 2           | 8           | 4           | 4           | 2           | 3           | 2           | 20          | - AUS: Platino (4) - CAN: Platino (2) - NZL: Platino (2) - DEN: Platino - UK: Platino - USA: Platino                                                                                     | /                                 |
| 2019 | I Don't Care (con Ed Sheeran)           | 2           | 1           | 1           | 5           | 2           | 1           | 2           | 1           | 1           | 2           | - CAN: Diamante - FRA: Diamante - POL: Diamante - AUS: Platino (8) - NZL: Platino (6) - USA: Platino (5) - UK: Platino (4) - DEN: Platino (4) - ITA: Platino (3) - SWI: Platino          | No. 6 Collaborations Project      |
| 2019 | 10,000 Hours (con Dan + Shay)           | 2           | 4           | —           | —           | 47          | 17          | 5           | 21          | 17          | 4           | - CAN: Platino (8) - USA: Platino (5) - NZL: Platino (3) - AUS: Platino (2) - UK: Platino                                                                                                | Good Things                       |
| 2020 | Yummy                                   | 3           | 4           | 5           | 21          | 15          | 8           | 1           | 3           | 5           | 2           | - AUS: Platino (4) - USA: Platino (3) - CAN: Platino (2) - NZL: Platino (2) - UK: Platino - DEN: Oro - FRA: Oro                                                                          | Changes                           |
| 2020 | Intentions (feat. Quavo)                | 4           | 2           | 11          | 58          | 23          | 7           | 1           | 13          | 9           | 5           | - AUS: Platino (6) - CAN: Platino (5) - NZL: Platino (4) - USA: Platino (4) - UK: Platino - DEN: Platino                                                                                 | Changes                           |
| 2020 | Stuck with U (con Ariana Grande)        | 1           | 4           | 8           | 29          | 19          | 2           | 1           | 7           | 4           | 1           | - AUS: Platino (4) - NZL: Platino (3) - CAN: Platino (2) - USA: Platino (2) - DEN: Platino - UK: Platino - FRA: Oro                                                                      | /                                 |
| 2020 | Holy (feat. Chance the Rapper)          | 1           | 4           | 10          | 125         | 22          | 4           | 3           | 10          | 10          | 3           | - AUS: Platino (4) - CAN: Platino (4) - NZL: Platino (3) - USA: Platino (3) - DEN: Platino - UK: Platino                                                                                 | Justice                           |
| 2020 | Lonely (con Benny Blanco)               | 1           | 12          | 8           | 53          | 9           | 7           | 12          | 9           | 19          | 14          | - AUS: Platino (2) - CAN: Platino (2) - USA: Platino (2) - DEN: Platino - FRA: Platino - NZL: Platino - GER: Oro - ITA: Oro - UK: Oro                                                    | Justice                           |
| 2020 | Monster (con Shawn Mendes)              | 1           | 7           | 2           | 75          | 6           | 10          | 8           | 2           | 9           | 8           | - CAN: Platino (3) - AUS: Platino (2) - DEN: Platino - NZL: Platino - USA: Platino - ITA: Oro - UK: Argento                                                                              | Wonder                            |
| 2021 | Anyone                                  | 2           | 5           | 11          | 161         | 30          | 5           | 9           | 12          | 4           | 6           | - AUS: Platino (3) - CAN: Platino (2) - NZL: Platino (2) - USA: Platino (2) - DEN: Platino - UK: Platino                                                                                 | Justice                           |
| 2021 | Hold On                                 | 4           | 6           | 20          | 100         | 18          | 8           | 7           | 14          | 10          | 20          | - AUS: Platino (3) - CAN: Platino (2) - DEN: Platino - NZL: Platino - USA: Platino - UK: Oro                                                                                             | Justice                           |
| 2021 | Peaches (feat. Daniel Caesar e Giveon)  | 1           | 1           | 3           | 7           | 2           | 1           | 1           | 4           | 2           | 1           | - CAN: Platino (6) - AUS: Platino (5) - NZL: Platino (4) - USA: Platino (4) - DEN: Platino (2) - ITA: Platino (2) - SPA: Platino (2) - NZL: Platino - GER: Oro                           | Justice                           |
| 2021 | Stay (con The Kid Laroi)                | 1           | 1           | 1           | 3           | 1           | 2           | 1           | 2           | 2           | 1           | - CAN: Diamante - FRA: Diamante - AUS: Platino (17) - USA: Platino (11) - NZL: Platino (6) - DEN: Platino (4) - ITA: Platino (4) - SPA: Platino (4) - SWI: Platino (3) - UK: Platino (3) | F*ck Love                         |
| 2021 | Don't Go (con Skrillex e Don Toliver)   | 32          | 43          | —           | —           | —           | 55          | —           | 98          | 56          | 69          | | Don't Get Too Close               |
| 2021 | Ghost                                   | 2           | 11          | 75          | —           | 79          | 7           | 16          | 83          | 19          | 5           | - AUS: Platino (6) - NZL: Platino (3) - USA: Platino (3) - CAN: Platino (2) - DEN: Platino - UK: Platino                                                                                 | Justice                           |
| 2021 | Wandered to LA (con Juice Wrld)         | 29          | 44          | —           | —           | 89          | 45          | —           | 73          | 59          | 49          | | Fighting Demons                   |
| 2022 | Attention (con Omah Lay)                | 45          | —           | —           | —           | —           | 78          | —           | 49          | 76          | —           | | Boy Alone                         |
| 2025 | Daisies                                 | 2           | 1           | 8           | —           | 22          | 2           | 1           | 4           | 1           | 2           | | Swag                              |
| 2025 | Yukon                                   | 8           | 19          | —           | —           | —           | 31          | 17          | —           | 24          | 17          | | Swag                              |

### Come artista ospite
| Anno | Singolo                                                                           | Classifiche | Classifiche | Classifiche | Classifiche | Classifiche | Classifiche | Classifiche | Classifiche | Certificazioni | Album di provenienza              |
| Anno | Singolo                                                                           | CAN         | AUS         | AUT         | FRA         | IRL         | NZ          | UK          | US          | Certificazioni | Album di provenienza              |
| ---- | --------------------------------------------------------------------------------- | ----------- | ----------- | ----------- | ----------- | ----------- | ----------- | ----------- | ----------- | --- | --------------------------------- |
| 2010 | We Are the World 25 for Haiti (come membro degli Artisti uniti per Hait)          | 7           | 18          | —           | —           | 9           | 8           | 50          | 2           | | /                                 |
| 2011 | Next 2 You (Chris Brown feat. Justin Bieber)                                      | 36          | 22          | 20          | —           | 40          | 16          | 14          | 26          | - AUS: Platino (2) - USA: Platino - NZL: Platino - UK: Oro | F.A.M.E.                          |
| 2012 | Live My Life (Far East Movement feat. Justin Bieber)                              | 4           | 14          | 20          | 54          | 6           | 15          | 7           | 21          | - AUS: Platino - CAN: Platino - NZL: Platino | Dirty Bass                        |
| 2013 | #thatPower (Will.i.am feat. Justin Bieber)                                        | 6           | 6           | —           | 11          | 5           | 16          | 2           | 17          | - AUS: Platino (2) - ITA: Platino - MEX: Platino - NZL: Platino - GER: Oro - UK: Oro                                                                                | #willpower                        |
| 2013 | Lolly (Maejor feat. Juicy J e Justin Bieber)                                      | 27          | 98          | —           | 119         | —           | —           | 56          | 19          | - DEN: Oro | /                                 |
| 2016 | Cold Water (Major Lazer feat. Justin Bieber e MØ)                                 | 1           | 1           | 1           | 2           | 1           | 1           | 1           | 2           | - AUS: Platino (7) - ITA: Platino (5) - NZL: Platino (5) - USA: Platino (4) - CAN: Platino (3) - DEN: Platino (3) - UK: Platino (3) - SPA: Platino (2)              | /                                 |
| 2016 | Let Me Love You (DJ Snake feat. Justin Bieber)                                    | 4           | 2           | 4           | 1           | 2           | 3           | 2           | 4           | - CAN: Diamante - POL: Diamante - AUS: Platino (9) - ITA: Platino (6) - SWE: Platino (5) - USA: Platino (5) - NZL: Platino (4) - DEN: Platino (3) - UK: Platino (3) | Encore                            |
| 2016 | Deja Vu (Post Malone feat. Justin Bieber)                                         | 43          | —           | —           | 151         | —           | —           | 63          | 25          | - AUS: Platino (2) - CAN: Platino (2) - USA: Platino | Stoney                            |
| 2017 | Despacito (Remix) (Luis Fonsi e Daddy Yankee)                                     | 1           | 1           | 1           | 1           | 1           | 3           | 1           | 1           | - CAN: Diamante - USA: Platino (13) - AUS: Platino (11) - DEN: Platino (7) - UK: Platino (7) - NZL: Platino (4) - GER: Oro                                          | Vida                              |
| 2017 | I'm the One (DJ Khaled feat. Justin Bieber, Quavo, Chance the Rapper e Lil Wayne) | 1           | 1           | 2           | 11          | 2           | 1           | 1           | 1           | - FRA: Diamante - USA: Diamante - AUS: Platino (8) - CAN: Platino (7) - NZL: Platino (4) - DEN: Platino (2) - GER: Platino                                          | Grateful                          |
| 2017 | 2U (David Guetta feat. Justin Bieber)                                             | 4           | 2           | 2           | 3           | 5           | 4           | 5           | 16          | - AUS: Platino (3) - CAN: Platino (2) - UK: Platino - USA: Platino                                                                                                  | 7                                 |
| 2018 | Hard 2 Face Reality (Poo Bear feat. Justin Bieber e Jay Electronica)              | 78          | —           | 71          | —           | —           | —           | —           | —           | | Poo Bear Presents Bearthday Music |
| 2018 | No Brainer (DJ Khaled feat. Justin Bieber, Chance the Rapper e Quavo)             | 4           | 6           | 7           | —           | 8           | 7           | 4           | 5           | - AUS: Platino (4) - CAN: Platino (3) - USA: Platino (3) - NZL: Platino (2) - DEN: Platino - UK: Platino                                                            | Father of Asahd                   |
| 2021 | Let It Go (DJ Khaled feat. Justin Bieber e 21 Savage)                             | 28          | —           | —           | —           | 53          | —           | —           | 54          | - USA: Oro | Khaled Khaled                     |
| 2021 | Lonely Christmas (Bryson Tiller feat. Justin Bieber e Poo Bear)                   | —           | —           | —           | —           | —           | —           | —           | —           | | A Different Christmas             |
| 2022 | Up at Night (Kehlani feat. Justin Bieber)                                         | 78          | —           | —           | —           | 94          | —           | 90          | —           | | Blue Water Road                   |
| 2023 | Private Landing (Don Toliver feat. Justin Bieber e Future)                        | 58          | —           | —           | —           | 78          | —           | 74          | 72          | - NZL: Oro | Love Sick                         |
| 2023 | Snooze (Acoustic) (SZA feat. Justin Bieber)                                       | —           | —           | —           | —           | —           | —           | —           | —           | | /                                 |

### Singoli promozionali
| Anno | Singolo                                                               | Album di provenienza |
| ---- | --------------------------------------------------------------------- | -------------------- |
| 2009 | Love Me                                                               | My World             |
| 2009 | Favorite Girl                                                         | My World             |
| 2010 | Never Let You Go                                                      | My World 2.0         |
| 2011 | The Christmas Song (Chestnuts Roasting on an Open Fire) (feat. Usher) | Under the Mistletoe  |
| 2011 | All I Want for Christmas Is You (con Mariah Carey)                    | Under the Mistletoe  |
| 2012 | Turn to You (Mother's Day Dedication)                                 | /                    |
| 2012 | Die in Your Arms                                                      | Believe              |
| 2013 | Heartbreaker                                                          | Journals             |
| 2013 | Hold Tight                                                            | Journals             |
| 2013 | Recovery                                                              | Journals             |
| 2013 | Bad Day                                                               | Journals             |
| 2013 | All Bad                                                               | Journals             |
| 2013 | PYD (feat. R. Kelly)                                                  | Journals             |
| 2013 | Roller Coaster                                                        | Journals             |
| 2013 | Change Me                                                             | Journals             |
| 2015 | I'll Show You                                                         | Purpose              |
| 2019 | Don't Check on Me (Chris Brown feat. Justin Bieber e INK)             | Indigo               |
| 2020 | Get Me (feat. Kehlani)                                                | Changes              |

## Collaborazioni
| Anno | Titolo            | Altri artisti            | Album di provenienza         |
| ---- | ----------------- | ------------------------ | ---------------------------- |
| 2010 | Rich Girl         | Soulja Boy               | Best Rapper                  |
| 2011 | Won't Stop        | Sean Kingston            | King of Kingz                |
| 2011 | Ladies Love Me    | Chris Brown              | Boy in Detention             |
| 2012 | Beautiful         | Carly Rae Jepsen         | Kiss                         |
| 2014 | Gas Pedal (Remix) | Sage the Gemini, Iamsu!  | Remember Me                  |
| 2014 | Foreign (Remix)   | Trey Songz               | Trigga                       |
| 2015 | Maria, I'm Drunk  | Travis Scott, Young Thug | Rodeo                        |
| 2016 | Juke Jam          | Chance the Rapper        | Coloring Book                |
| 2019 | Earth             | Lil Dicky                | /                            |
| 2020 | Falling for You   | Jaden Smith              | CTV3: Cool Tape Vol. 3       |
| 2021 | What You See      | Migos                    | Culture III                  |
| 2023 | Moments           | Diddy                    | The Love Album: Off the Grid |

## Video

### Video musicali
| Anno | Titolo                                                   | Direttore/i                   |
| ---- | -------------------------------------------------------- | ----------------------------- |
| 2009 | One Time                                                 | Vashtie Kola                  |
| 2009 | One Less Lonely Girl                                     | Roman White                   |
| 2010 | Baby                                                     | Ray Kay                       |
| 2010 | Never Let You Go                                         | Colin Tilley                  |
| 2010 | We Are the World 25 for Haiti                            | Paul Haggis                   |
| 2010 | Eenie Meenie                                             | Ray Kay                       |
| 2010 | Somebody to Love (Remix con Usher)                       | Dave Meyers                   |
| 2010 | Never Say Never                                          | Honey                         |
| 2010 | Love Me                                                  | Alfredo Flores                |
| 2010 | U Smile                                                  | Colin Tilley                  |
| 2010 | Never Say Never (acoustic)                               | Jon Chu                       |
| 2010 | Pray                                                     | Scooter Braun, Alfredo Flores |
| 2011 | That Should Be Me (con Rascal Flatts)                    | Mark Kalbfeld                 |
| 2011 | Next 2 You (con Chris Brown)                             | Colin Tilley                  |
| 2011 | Mistletoe                                                | Roman White                   |
| 2011 | Santa Claus Is Coming to Town (Animagic Version)         |                               |
| 2011 | Fa La La (con Boyz II Men)                               | Colin Tilley                  |
| 2011 | All I Want for Christmas Is You (con Mariah Carey)       | Sanaa Hamri                   |
| 2011 | Santa Claus Is Coming to Town (Arthur Christmas Version) |                               |
| 2012 | Boyfriend                                                | Colin Tilley                  |
| 2012 | As Long as You Love Me (con Big Sean)                    | Anthony Mandler               |
| 2012 | Beauty and a Beat (con Nicki Minaj)                      | Jon Chu                       |
| 2013 | All Around The World (con Ludacris)                      | Colin Tilley                  |
| 2013 | All That Matters                                         | Colin Tilley                  |
| 2014 | Confident (con Chance The Rapper)                        | Colin Tilley                  |

### Album video
| Anno | Dettagli                                                             | Posizioni | Posizioni |
| Anno | Dettagli                                                             | IRL       | NZ        |
| ---- | -------------------------------------------------------------------- | --------- | --------- |
| 2011 | This Is My World - Pubblicato: 3 gennaio 2011 - Etichetta: Metrodome | 10        | —         |
| 2011 | Teen Idol - Pubblicato: 7 marzo 2011 - Etichetta: IMC Vision         | —         | 1         |